# Emilian
Emilian – imię męskie pochodzenia łacińskiego a. etruskiego.
Wywodzi się od nazwiska pochodzącego z Etrurii, rzymskiego rodu patrycjuszy Emiliuszów (łac. Aemilianus). Według tradycji oznacza tyle co żarliwy, rywal (łac. aemulus) a. zazdrosny (łac. emulus), lub po prostu: pochodzący z rzymskiego rodu Emiliuszów.
Utarło się kilka zdrobnień tego imienia: Emko, Mila, Milan, Milo itp., oraz najpopularniejsze Emil. Ostatnie, dzięki twórczości Jeana-Jacques’a Rousseau (Emil, czyli O wychowaniu), zostało upowszechnione w XIX w. jako odrębne imię i często stosowane wymiennie. Znane spieszczenia imienia to m.in.: Jemek, Milek, Miluś, Miłek itp., oraz pochodzące od zdrobnienia Emil: Emilek, Emisz, Emiś itp.
Posiada żeńskie odpowiedniki: Emiliana a. Emilia.
Od imienia wzięło swój źródłosłów kilka polskich nazwisk: Emela, Emielita, Emil, Emilewicz, Emilita, Emilka, Emisz, Emka, Emko, Emilianowicz, Jemielita, Jemilka, Omilianowicz, Omiljanowicz, Milewicz, Milowicz. Przypuszczalnie także od imienia Emilian bądź jego form obocznych wzięły swoją nazwę niektóre miejscowości, m.in. Emilianów, Jemiłówka, Milanówek, Milejowice, Milowice. Błędnie prowadzona jest od Emiliana etymologia lombardzkiej nazwy zwyczajowej Mediolanu (lomb. Milà), właściwie będącą formą imienia w tym języku i przypisaną miastu wtórnie.
Emilian imieniny obchodzi: 28 stycznia (wspomnienie św. Emiliana z Trevi), 28 kwietnia, 27 czerwca (bł. Emiliana Kowcza), 18 lipca (św. Emiliana z Durostorum), 31 lipca, 8 sierpnia, 21 sierpnia, 11 września, 11 października, 12 listopada (św. Emiliana z Cogolli) i 6 grudnia (św. Emiliana z Afryki).
Dzięki kultowi świętych imienników, imię to jest szczególnie popularne w Hiszpanii, Portugalii, krajach latynoamerykańskich, Rumunii i we Włoszech oraz wśród chrześcijan północnoafrykańskich. Za sprawą kultu śś. Emiliana i Majoryka, tradycyjnie łączone z zawodami aptekarza oraz specjalnościami chemika i wcześniej inżyniera wojskowego. Stąd w rodzinach inteligenckich Polski i Rosji XVIII i XIX w. było chętnie wybierane dla dzieci, podkreślających tym związek z kulturą francuską i włoską. Obecnie należy do imion rzadkich, w 2010 zajęło 218. pozycję pod względem najczęściej nadawanych nowo urodzonym obywatelom Polski.

## Odpowiedniki w innych językach
- ang. Aemilian [iːmˈɪli͡ən]
- biał. Эміліян [ɛmʲilʲijan]
- bret. Millán
- bułg. Емилиян
- cz. Emilián / Milan
- esperanto Emiliano[6] [ˌemiliˈano]
- fr. Émilien [emiljˈɛ̃]
- galic. Millán
- gr. Αἰμιλίανος
- hiszp. Emiliano / Millán [ˌemiljˈano / miʎˈan]
- kat. Emilià
- lomb. Milà
- łac. Aemilianus
- niderl. Emilian
- niem. Aemilian / Emilian [ˌeːmiːliːˈɑːn]
- norw. Emilian
- port. Emiliano [ˌemiliˈɐ̃nʊ]
- ros. Эмилиа́н [ɛmʲˈiɭʲiáˈɛn]
- rum. Emilian [ˌemiljˈan]
- śl. Ymilión / Yjmilión
- ukr. Омелян
- węg. Emilián
- wł. Emiliano [emiliˈano]

## Patroni
- św. Emilian z Trevi (fl. 296–304), biskup Trevi, męczennik (wspomnienie: 28 stycznia)

- św. Emilian z Durostorum (zm. 362), biskup Durostorum, męczennik (wspomnienie: 18 lipca)
- św. Emilian z Afryki (fl. 477–484), aptekarz, wyznawca, męczennik (wspomnienie: 6 grudnia)
- św. Emilian z Cogolli (473–574), mnich wędrowny (wspomnienie: 12 listopada)
- bł. Emilian Kowcz (1884–1944), ukraiński duchowny, nowomęczennik (wspomnienie: 27 czerwca)

## Imiennicy
Lista według daty urodzenia:
- Scypion Afrykański Młodszy, właśc. Scypion Emilian (185 p.n.e. – 129 p.n.e.), wódz rzymski
- Emilian z Nicei (fl. I w.), grecki epigramista
- Emilian (206–253), cesarz rzymski w 253
- Emilian Aleksander, właśc. Musjusz Emilian (zm. 262), uzurpator rzymski w 261–262
- Emilian Węgierski (1778–1841), żołnierz, generał
- Emilian Nowicki (1781–1876), lekarz, chirurg
- Emilian Deryng (1819–1895), aktor
- Emilian Czyrniański (1824–1888), chemik
- Emilian Ogonowski (1833–1894), rutenista, folklorysta
- Emilian Adamiuk (1839–1906), lekarz, okulista
- Emilian Konopczyński (1839–1911), filolog klasyczny, działacz oświatowy
- Emilian Voiutschi (1850–1920), rumuński duchowny i teolog
- Emilian Radomiński (1850–1927), działacz niepodległościowy i unicki
- Emilian Kaufmann (1852–1912), niemiecki lekarz, otorynolaryngolog
- Emilian Jasiński (1865–1905), malarz
- Emilian Lăzărescu (1878–1934), rumuński malarz
- Emilian Czechowski (1884–1932), policjant
- Emilian Loth (1888–1973), chemik, działacz humanitarny
- Emilian Stanew (1907–1979), bułgarski pisarz
- Emilian Bucov (1909–1984), mołdawski poeta i pisarz
- Emilian Mrázek (1920–1943), czeski żołnierz
- Emilian Weroński (1923–2013), filozof, etyk
- Emilian Wiszka (1940–2014), historyk
- Emilian Kamiński (1952–2022), aktor
- Emilian Stańczyszyn (ur. 1963), polityk (UW)
- Emilian Galaicu-Păun (ur. 1964), rumuński pisarz
- Emilian (ur. 1972), rumuński duchowny, eparcha
- Emilian Madey (ur. 1975), kompozytor, pianista
- Emilian Dolha (ur. 1979), rumuński piłkarz
- Emilian Kaszczyk (ur. 1980), lekkoatleta, skoczek wzwyż
- Emilian Prałat (ur. 1984), historyk sztuki
- Emilian Bera (ur. 1985), polityk (KO)

### Aemilian (niem.)
- Aemilian Scholl (1853–1912), amerykański fotograf
- Aemilian Schöpfer (1858–1936), austriacki duchowny, publicysta

### Emiliano (hiszp., wł.)
- Emiliano González Navero (1861–1934), paragwajski polityk
- Emiliano Figueroa (1866–1931), chilijski polityk
- Emiliano Zapata (1879–1919), meksykański działacz chłopski, rewolucjonista
- Emiliano Mercado del Toro (1891–2007), najstarszy człowiek świata w 2006–2007
- Emiliano Bonazzoli (ur. 1979), włoski piłkarz
- Emiliano Viviano (ur. 1985), włoski piłkarz

### Émilien (fr.)
- Émilien Frossard (1802–1881), francuski malarz
- Émilien Dumas (1804–1873), francuski geolog i paleontolog
- Émilien de Nieuwerkerke (1811–1892), francuski rzeźbiarz
- Émilien Renou (1815–1902), francuski geolog i meteorolog
- Émilien Cabuchet (1819–1902), francuski rzeźbiarz
- Émilien Devic (1888–1944), francuski piłkarz
- Émilien Clère (ur. 1982), francuski kolarz
- Émilien Viennet (ur. 1992), francuski kolarz
- Émilien Jacquelin (ur. 1995), francuski biathlonista
- Émilien Gailleton (ur. 2003), francuski rugbysta

### Jemielian (ros.Эмилиа́н)
- Jemielian Ukraincew (1641–1708), rosyjski dyplomata
- Jemielian Pugaczow (1742–1775), ataman powstania kozackiego
- Jemielian Fiedosiejew (fl. 1773), rosyjski rytownik
- Jemielian Koroniejew (1782–1839), rosyjski rysownik i grawer
- Jemielian Mielenczuk (1871–1917), rosyjski polityk (ZLR)
- Jemieljan Jarosławski (1878–1943), rosyjski historyk i dziennikarz
- Jemieljan Barykin (1902–1951), radziecki działacz komunistyczny

### Omelan (ukr.Омелян)
- Omelan Konstantynowycz (1864–1943), duchowny greckokatolicki
- Omelan Sztefan (1868–1930), rusiński działacz oświatowy i gospodarczy
- Omelan Newycki (1878–1939), duchowny greckokatolicki
- Omelan Hordynski (1891–1940), polityk, senator RP (URP)
- Omelan Senyk (1891–1941), działacz niepodległościowy i nacjonalistyczny
- Omelan Hrabeć (1909–1944), oficer UPA
- Omelan Łohusz (1912–1982), działacz niepodległościowy i nacjonalistyczny
- Omelan Polowy (1913–1999), działacz niepodległościowy i nacjonalistyczny, żołnierz UPA
- Omelan Antonowycz (1914–2008), prawnik, mecenas sztuki
- Omelan Mazuryk (1937–2002), łemkowski malarz

### Drugie i kolejne imię
- Stanisław Libicki (1856–1933), działacz niepodległościowy i gospodarczy
- Ludwik Dąbrowski (1862–1933), lekarz i żołnierz, generał brygady
- Anatol Baconsky (1925–1977), rumuński pisarz i poeta
- Ilias Chair (ur. 1997), marokański piłkarz
- Max Verstappen (ur. 1997), holenderski kierowca wyścigowy